# フォション
フォション（Fauchon）は、フランスのパリに本社を置く食料品店のブランド。食品のほか、レストラン、ホテルの事業を展開している。
ワインとスピリッツを取り扱っていたオーギュスト・フォションが、1886年にパリ8区のマドレーヌ広場に高級食料品店としてフォションを開店した。その後、ジョセフ・ピロソフ、ローラン・アダモヴィッチなどがオーナーとなり、現在はミシェル・デュクロが所有する。
日本へは1972年に髙島屋内に初めて出店し、一時期は日本での売上高がフレーバーティーなどを中心に約100億円、ブランドの4割を占めた。
2020年、FAUCHON SASの店舗が経営破綻し、法的整理を行った。
フォションの元パティシエにピエール・エルメ、ドミニク・アンセル、クリストフ・アダンなどがいる。